# Eduard Goldstücker
Eduard Goldstücker (30. května 1913 Podbiel, nyní okres Tvrdošín – 23. října 2000 Praha) byl československý germanista, profesor dějin německé literatury, diplomat a překladatel.

## Život
Narodil se na Slovensku v židovské rodině. Studoval němčinu a německou literaturu na Filozofické fakultě Univerzity Karlovy. Studium dokončil v roce 1935. Už během studia se stal členem Komunistické strany Československa.
Po německé okupaci v roce 1939 musel opustit Československo jako komunista a z obavy před nacistickým rasovým pronásledováním. Pracoval pro československou exilovou vládu v Londýně. V roce 1948 byl jmenován československým vyslancem v Izraeli, v prosinci 1951 byl zatčen a v květnu 1953 byl souzen spolu s Pavlem Kavanem, Karlem Dufkem a Richardem Slánským a odsouzen k doživotí  a strávil dva a půl roku ve vězení v Jáchymově a Leopoldově.
V roce 1955 byl rehabilitován a začal přednášet na Univerzitě Karlově. Habilitoval se v roce 1958, profesorem dějin německé literatury byl pak jmenován v roce 1964 na FF UK v Praze. Specializoval se na studium a překlad německých židovských autorů 20. století, zvláště Franze Kafky. V 60. letech vedl katedru germanistiky.
V 60. letech byl iniciátorem a nejvýraznějším řečníkem Liblické konference, později též předsedou Svazu československých spisovatelů a poslancem Národního shromáždění. V tomto postavení zabraňoval publikační činnosti neodpovídající komunistické ideologii (překlady, časopis Tvář). Ostře kritizoval invazi sovětských vojsk v roce 1968 a byl donucen emigrovat (ještě v r. 1971 nicméně v exilu mluvil o "bratrské" Komunistické straně Sovětského svazu). Odešel do Spojeného království, kde začal vyučovat německou literaturu a stal se profesorem srovnávacích literatur v Sussexu. Přednášel na univerzitách v Los Angeles, Stockholmu či Kostnici. V roce 1990 se vrátil do vlasti.
V roce 1969 byl oceněn při příležitosti setkání ke 40 letům od smrti Otokara Březiny, kdy obdržel pamětní medaili ke 100. výročí narození Otokara Březiny.

## Dílo
- Na téma Franz Kafka – články a studie, 1964
- Über die Prager Literatur am Anfang des 20. Jahrhunderts, 1966
- Vzpomínky, 2003–2005, ISBN 80-86103-63-3 (sv. 1), ISBN 80-86103-87-0 (sv. 2)

## Vyznamenání
- Pamětní medaile československé armády v zahraničí, 1947[7]
- Vyznamenání Za zásluhy o výstavbu, 1965[7]
- Řád Klementa Gottwalda – za budování socialistické vlasti, 1968
- Čestný odznak Za vědu a umění, 1993